# Distretto di Qingshanhu
Il distretto di Qingshanhu (青山湖区S, Qīngshānhú QūP) è un distretto della Cina, situato nella provincia di Jiangxi e amministrato dalla prefettura di Nanchang.